# Drymochares starcki
Drymochares starcki — вид жуков-усачей из подсемейства спондилидин.

## Описание
Жук длиной от 10 до 16 мм, имеет чёрную и слабо блестящую окраску тела. Переднеспинка округло-сердцевидная, в густых точках.

## Подвиды
- Drymochares starcki cavazzutii Sama et Rapuzzi, 1993
- Drymochares starcki ivani Sama & Rapuzzi, 1993
- Drymochares starcki starcki Ganglbauer, 1888